# Lijst van beelden in Zoeterwoude
Dit is een (onvolledige) chronologische lijst van beelden in Zoeterwoude. Onder een beeld wordt hier verstaan elk driedimensionaal kunstwerk in de openbare ruimte van de Nederlandse gemeente Zoeterwoude, waarbij beeld wordt gebruikt als verzamelbegrip voor sculpturen, standbeelden, installaties, gedenktekens en overige beeldhouwwerken.
Voor een volledig overzicht van de beschikbare afbeeldingen zie: Beelden in Zoeterwoude op Wikimedia Commons.

## Zoeterwoude
| Geplaatst         | Omschrijving                                                           | Kunstenaar                      | Straat                                             | Plaats               | Materiaal | Afbeelding    |
| ----------------- | ---------------------------------------------------------------------- | ------------------------------- | -------------------------------------------------- | -------------------- | --------- | ------------- |
| 1904?             | Johannes de Doper, Petrus en Paulus                                    |                                 | Zuidbuurtseweg 15 (kerk), Zuidbuurt                | Zoeterwoude          |           |               |
| 1904?             | Barbara van Nicomedië                                                  |                                 | Zuidbuurtseweg 15 (begraafplaats), Zuidbuurt       | Zoeterwoude          |           |               |
| 1904?             | Heilig Hartbeeld                                                       | Johannes Petrus Maas en zonen   | Zuidbuurtseweg 14 (voormalige pastorie), Zuidbuurt | Zoeterwoude-Dorp     |           |               |
| 1932              | Piëta                                                                  | Mari Andriessen                 | Zuidbuurtseweg 15 (Sint Jan Onthoofdingkerk)       | Zoeterwoude          | steen     |               |
| 1949              | Grafornament                                                           | Willem Coenraad Brouwer         | Algemene Begraafplaats Hoge Rijndijk               | Zoeterwoude-Rijndijk | keramiek  |               |
| 1970              | Kunstwerk met de drie punten (drie sporten zwemmen, tennis en voetbal) |                                 | Nieuweweg, sportterrein Haasbroek.                 | Zoeterwoude-Dorp     |           |               |
| 1973              | Gedenksteen in het gemeentehuis                                        | G. Keuzenkamp                   | Noordbuurtseweg 27                                 | Zoeterwoude          |           |               |
| 1984              | Der Flug                                                               | Lenore Gerber-Sporleder         | Hoge Rijndijk                                      | Zoeterwoude          |           |               |
| 1988              | Hooibouw (gestolen)                                                    | Gerard Brouwer                  | Kerklaan / Dr. Bouwdijkstraat                      | Zoeterwoude-Dorp     |           | niet aanwezig |
| 1991              | Balkonhek                                                              | Alphons van Leeuwen             | Gemeentehuis, Noordbuurtseweg 27                   | Zoeterwoude-Dorp     |           |               |
| 1993              | Ons Doel en In Liefde Opgenomen (de twee beelden, zijn verwijderd)     | Adriaan Bruggeman               | Blankaartweg 2 (Swetterhage)                       | Zoeterwoude-Dorp     |           | niet aanwezig |
| 1995              | Grutto                                                                 | Hans Mess                       | Lange Kerkepad / Zonnegaarde                       | Zoeterwoude-Dorp     |           |               |
| 2000              | Drie ganzen                                                            | Gerda van den Bosch             | Ommedijksweg bij 12                                | Zoeterwoude-Rijndijk | brons     |               |
| 2005              | Gedenkplaat Jolly Duck                                                 |                                 | Geerweg 8                                          | Zoeterwoude          |           |               |
| 2006              | De zon over de Zwet                                                    | Agnes van Gent                  | Zwetkade                                           | Dorp                 |           |               |
| 2013              | Kroningsdeksel                                                         | Paul Bausch Aquafix Milieu B.V. | Noordbuurtseweg 27, (Gemeentehuis)                 | Zoeterwoude-Dorp     |           |               |
| 2015 (herplaatst) | De Goede Herder                                                        |                                 | Hoge Rijndijk 18 (kerk)                            | Zoeterwoude          |           |               |
| 2019              | Stier                                                                  | Patrick Visser                  | Dorpstraat / Dr. Bouwdijkstraat                    | Zoeterwoude          | oud ijzer |               |
|                   | Kooikerhondje met eenden                                               | Gerda van den Bosch             | Kooikersplein 1 (MultiCentrum)                     | Zoeterwoude-Rijndijk |           |               |
|                   | Schapen                                                                | Gerda van den Bosch             | Lindenlaan                                         | Zoeterwoude-Rijndijk |           |               |
|                   | Het veulen                                                             |                                 | Blankaartweg 2, terrein van Swetterhage            | Zoeterwoude-Dorp     |           |               |
|                   | Koe                                                                    |                                 | Blankaartweg 2, terrein van Swetterhage            | Zoeterwoude-Dorp     |           |               |
|                   | Carrillon                                                              |                                 | Blankaartweg 2, terrein van Swetterhage            | Zoeterwoude-Dorp     |           |               |
|                   | De Gouden Wieg (herplaatst in 1997)                                    |                                 | Burgemeester Smeetsweg / Industrieweg              | Zoeterwoude-Rijndijk |           |               |
|                   | Heilig Hartbeeld                                                       | Joseph Timmermans               | Hoge Rijndijk 16 (voormalige pastorie)             | Zoeterwoude-Rijndijk |           |               |
|                   | Maria                                                                  |                                 | Hoge Rijndijk 18 (kerk)                            | Zoeterwoude-Rijndijk |           |               |
|                   | Twee schaapjes                                                         |                                 | Hoge Rijndijk 18 (kerk)                            | Zoeterwoude-Rijndijk |           |               |
|                   | Sint Aloysius (Louis) Gonzaga                                          | Johannes Petrus Maas en zonen   | Schenkelweg 6 (muziekcentrum)                      | Zoeterwoude          |           |               |